# تويوتا لاند كروزر الفئة 70
تويوتا لاند كروزر الفئة 70 (بالإنجليزية: Toyota Land Cruiser 70 Series)، هي مجموعة من طرازات تويوتا لاند كروزر التي دخلت حيز الإنتاج منذ عام 1984. جاءت هذه السلسلة لتكون بديلاً لسلسلة 40 التي استمرت لمدة 25 عامًا كسيارة مخصصة للطرق الوعرة ضمن مجموعة لاند كروزر. بينما تطورت السلسلة المعاصرة 60 إلى سيارات دفع رباعي فاخرة وأكثر راحة بدءًا من سلسلة 80. وعلى الرغم من التعديلات الكبيرة في التصميم والتحديثات التقنية المتعددة، فقد تم تطوير سلسلة 70 للحفاظ على القدرات المميزة للطرق الوعرة والمتانة التي اشتهرت بها سلسلة 40.

## تسميات النموذج
في البداية، كانت الأرقام من 70 إلى 74 تشير إلى الطرازات ذات البابين وقاعدة العجلات القصيرة والمتوسطة، والتي خلفت سلسلة 40 الشهيرة مثل FJ40. بينما كانت الأرقام 75، 78، و79 مخصصة للطرازات ذات قاعدة العجلات الطويلة، وشملت طرازات البيك أب والناقلات ذات البابين، التي جاءت خلفًا للطرازات الأقل شهرة من سلسلة 40 طويلة القاعدة مثل FJ45. أما الطرازان 77 (1990–1999 للسوق الياباني) و76، فهما طرازان من نوع واجن بأربعة أبواب مع قاعدة عجلات شبه طويلة في بعض الأسواق.
في عام 1999، أدخلت تويوتا عدة تحديثات وغيرت تسميات الطرازات، حيث أصبحت الطرازات ذات قاعدة العجلات الطويلة تحمل الأرقام 78 (حامل القوات) و79 (بيك أب). وفي عام 2007، أضيف الطراز 76 (واجون بأربعة أبواب)، بينما حصلت طرازات الكابينة المزدوجة الجديدة على رقم الطراز 79 أيضًا (مع هيكل متشابه إلى حد كبير). حاليًا، لا تزال الطرازات ذات قاعدة العجلات القصيرة تُصنع لأسواق محدودة.
تشير الأحرف التي تسبق رقم الطراز إلى نوع المحرك المستخدم كما هو معتاد مع جميع طرازات لاند كروزر. من المحركات الشائعة في سلسلة 70: محرك البنزين 3F (مثل FJ70)، ومحرك البنزين 22R (مثل RJ70/73 Bundera)، ومحرك الديزل 2H (مثل HJ75)، ومحرك البنزين 1FZ (مثل FZJ70/71/73/74/75/76/78/79)، ومحرك الديزل 1PZ (مثل PZJ70/73/77)، ومحرك الديزل 1HZ (مثل HZJ70/71/73/74/75/76/77/78/79)، ومحرك الديزل 1HD (مثل HDJ78/79)، وأحدثها محرك الديزل 1VD (مثل VDJ76).
في فترة ما بين 1987 وحتى 1990 على الأقل، كان طراز BJ73 ذو السقف الصلب متاحًا في الأسواق البرتغالية والإيطالية والإسبانية بمحرك توربوديزل VM خماسي الأسطوانات HR588 بسعة 2.5 لتر. وقد استخدم الحرف "B" لأن طرازات الديزل ذات الأربع أسطوانات الأولى في السلسلة 70 كانت مزودة بمحرك 3B.